# Erciş
Erciş (kurd. Erdiş) – miasto w Turcji w prowincji Van. Według danych na rok 2000 miasto zamieszkiwało 70 881 osób.

## Trzęsienie ziemi
23 października 2011 miasto nawiedziło trzęsienie ziemi o sile 7,3 w skali Richtera.